# 巴西擬鴨舌癀
巴西擬鴨舌癀（学名：Richardia brasiliensis）又名巴西墨苜蓿，为茜草科擬鴨舌黃屬下的一个种。